# Ботанический сад Рейкьявика
Ботанический сад Рейкьявика (исл. Grasagarður Reykjavíkur) — ботанический сад, расположенный в центре Рейкьявика, столицы Исландии.

## История
Ботанический сад в Рейкьявике основан 18 августа 1961 года на территории городского парка в современном районе Лёйгардалюр (исл. Laugardalur) в центре Рейкьявика. История ботанического сада фактически началась с того, что город Рейкьявик получил от Университета Исландии коллекцию из 200 видов исландских растений.
Директором Ботанического сада с 2010 года является Хьйёртур Торбьйёрдсонн (исл. Hjörtur Þorbjörnsson).

## Описание
Сад имеет площадь более 2,5 га и расположен в центре Рейкьявика, близ семейного парка и зоопарка. Ботанический сад принадлежит муниципалитету города Рейкьявик и не является научным учреждением.
Ботанический сад Рейкьявика состоит из десяти тематических экспозиций:
- флора Исландии
- рододендроны
- многолетние травы
- арборетум
- оранжерея
- растений скал
- розарий
- однолетние травы
- лесные растения
- декоративные, садово-огородные и лекарственные растения

Всего в коллекции ботанического сада содержится около 5000 видов, подвидов и сортов растений.
Основная цель сада — создание и сохранение коллекции растений Исландии для рекреационных, образовательных и научных целей. Коллекция ботанического сада даёт исчерпывающее представление о огромном разнообразии растительности в северной умеренной зоне.